# Chrysalis Records
Chrysalis Records is een Brits platenlabel, opgericht in 1969. De naam is een samentrekking van de namen van de oprichters, Chris Wright en Terry Ellis. Het woord chrysalis betekent tevens 'pop' (van een vlinder), vandaar dat er jarenlang een vlinder in het logo van Chrysalis is gebruikt.
Chrysalis was gevormd door een license-deal met Chris Blackwells label Island Records, en gebaseerd op het succes van de band Jethro Tull. Chris Wright en Terry Ellis waren de managers van Jethro Tull, en vonden dat de band te groot werd om bij een bestaand label onder te brengen (toentertijd datzelfde Island Records). Chrysalis is toen feitelijk om Jethro Tull heen gebouwd, en heeft ook andere bands onder contract genomen.
In de jaren 80 groeide Chrysalis uit tot een multimediabedrijf dat naast een platenlabel ook een muziekuitgeverij en tv-productiebedrijf omvatte. In 1989 nam EMI een belang van 50% in Chrysalis, waarna het in 1991 volledig in handen kwam van EMI.
In 2013 werd EMI in delen verkocht aan onder meer platenmaatschappij Universal Music. De Europese Commissie oordeelde echter dat de nieuw te vormen platenmaatschappij te dominant zou worden in de muziekbusiness, waardoor sommige EMI-onderdelen aan derden zouden moeten verkocht. Een van die onderdelen was Chrysalis. Samen met een aantal andere labels en andere activiteiten van EMI werd het ondergebracht in de Parlophone Label Group, die voor 500 miljoen pond werd verkocht aan Warner Music. In 2016 werd Chrysalis verkocht aan Blue Raincoat Music, waarbij de mede-oprichter Chris Wright voor het eerst in 27 jaar weer een directiefunctie kreeg bij het label.

## Artiesten (selectie)
- Laura Marling
- Billy Idol
- Blondie
- Jethro Tull
- Huey Lewis and the News
- Madness
- Procol Harum
- Ramones
- The Specials
- Steeleye Span
- Ten Years After
- Ultravox
- Robbie Williams
- Spandau Ballet